# الشراكسة (فلم)
الشراكسة هو فيلم سينمائي أردني، عُرض في الأردن في 2010م، والفيلم من تأليف وإخراج محي الدين قندور.

## على هامش الفيلم.[1][2]
- بلغت تكلفة الفيلم حوالي 1.5 مليون دولار أمريكي.
- استعان المخرج العالمي محي الدين قندور بطاقم عالمي كبير من خبراء التصوير ومهندسي الصوت من روسيا وألمانيا.
- أول فيلم يؤرخ للأردن من خلال حضور الشراكسة ودورهم مع السكان المحليين في بناء الأردن الحديث المتعدد الأعراق والثقافات.
- قام الفنان جميل عواد- وقتها- ببناء قريتين شركسيتين في سيل الزرقاء شرق عمان على شاكلة قرى الشراكسة عام 1900م.
- يتناول الفيلم تقاليد الزواج أو ما يسمى "الخطيفة"، وهو يصحح المفهوم الخاطئ عند البعض حيال هذه القضية. فمن يخطف الفتاة لا يمسها بسوء أبدا بل يأخذها لكبير قومه ويضعها أمانة حتى يتزوجها بموافقة والديها وهذا تقدير واحترام للعروس وأهلها وليس عيبا كما كان البعض يعتقد.
- الفيلم هو أول سينمائي للفنانة "سحر بشارة".
- تعرض الفيلم لكثير من النقد، حيث يري البعض ان الفيلم فيه العديد من المغالطات للواقعية.

## طاقم العمل
يتكون طاقم عمل الفيلم الاردني "الشراكسة" من مجموعة من نجوم التمثيل، منهم:
- جميل عواد
- سحر بشارة
- محمد العبادي
- جميل براهمة
- محمد الضمور
- رفعت النجار
- إبراهيم أبو الخير
- باسلة علي
- علي عبد العزيز
- وسام البريحي
- محمود السوالقة
- أشرف أباظة